# Langenzenn

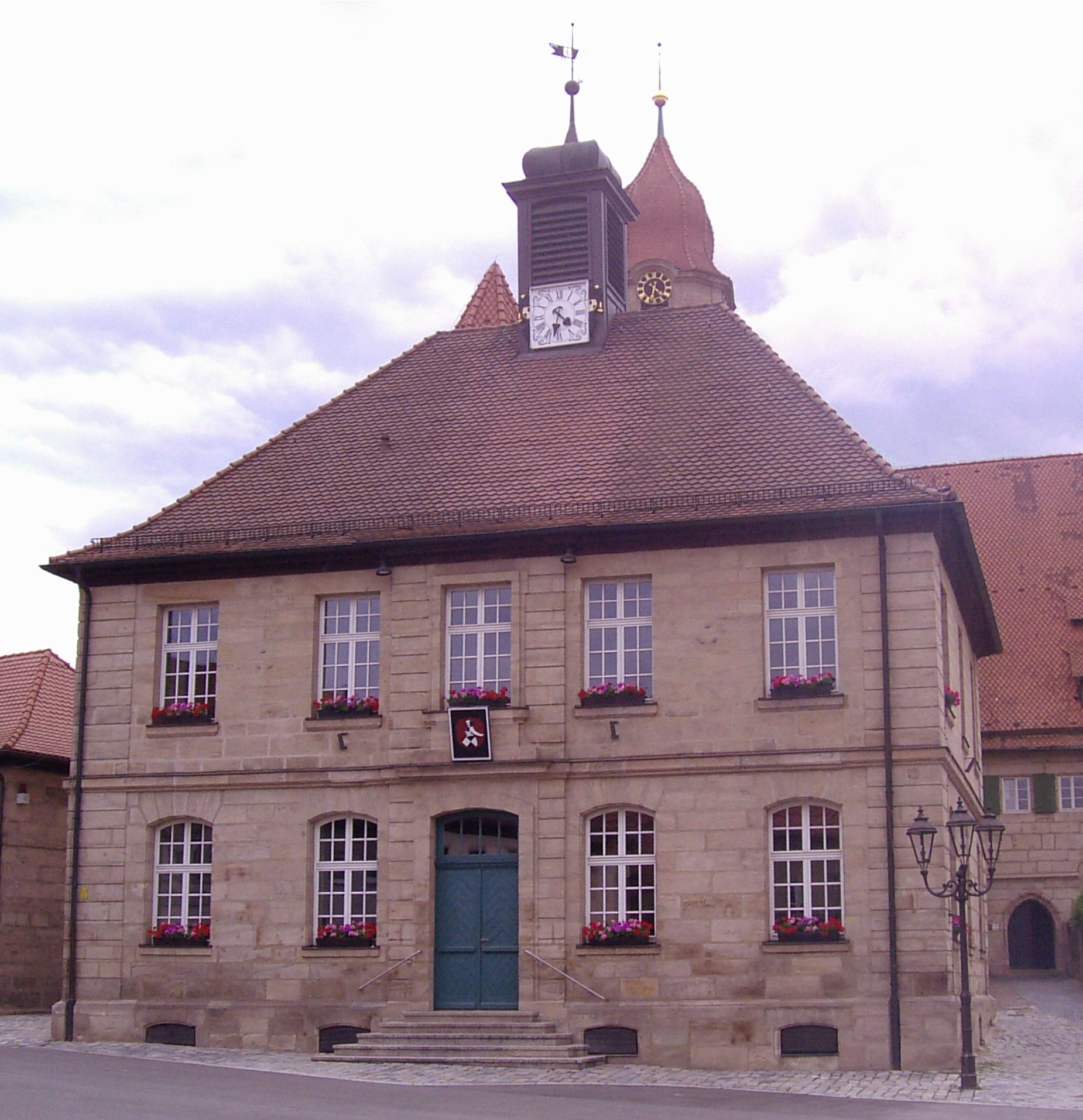
Langenzenn
(vechea primărie)

Langenzenn este un oraș din Franconia Mijlocie, landul Bavaria, Germania.